# Autoroute A17 (Belgique)
Pour les articles homonymes, voir A17.
L'autoroute belge A17 (classée en tant qu'E403) est une autoroute importante de Belgique reliant Bruges à Tournai. L'autoroute relie Blandain à Bruges en passant par Courtrai, Roulers et Thourout. À Bruges, elle est prolongée par la N31 jusque Zeebruges et son port.

## Description du tracé
|    | Dénomination                              | Destinations                                                   | BK   |
| -- | ----------------------------------------- | -------------------------------------------------------------- | ---- |
|    | Fin de l'autoroute, prolongée par la N516 | Tournai (Marquain, Blandain)                                   | 0,0  |
|    | Échangeur de Marquain                     | Autoroute Hal − Tournai − Lille (France)                       | 1,2  |
| 1  | Templeuve N517                            | Tournai (Ramegnies-Chin, Templeuve), Estaimpuis (Néchin)       | 5,6  |
| 2  | Estaimpuis N511                           | Estaimpuis, Pecq                                               | 13,5 |
| 3  | Dottignies N512                           | Mouscron (Dottignies)                                          | 14,2 |
| 4  | Mouscron                                  | Mouscron                                                       | 14,8 |
|    | Échangeur d'Aelbeke                       | Autoroute Anvers − Gand − Courtrai − Lille (France)            | 23,9 |
| 5  | Wevelghem                                 | Wevelghem, Courtrai (Bissegem), Aéroport de Courtrai-Wevelghem | 27,4 |
|    | Tunnel de Wevelgem (460 m)                |                                                                | 27,5 |
|    | Échangeur de Moorsele                     | Autoroute Courtrai − Ypres                                     | 29,2 |
|    | Roeselare                                 |                                                                | 37,0 |
| 6  | Roeselare Rumbeke                         | Roulers (Rumbeke), Iseghem                                     | 39,5 |
| 7  | Roeselare Izegem                          | Roulers, Iseghem (Kachtem, Emelgem)                            | 41,6 |
| 8  | Roeselare Beveren R32                     | Roulers (Beveren), Ardoye                                      | 45,5 |
| 9  | Lichtervelde                              | Lichtervelde, Ardoye (Koolskamp)                               | 49,7 |
| 10 | Thourout R34                              | Thourout                                                       | 57,6 |
| 11 | Ruddervoorde N368                         | Zedelghem (Veldegem), Oostkamp (Ruddervoorde)                  | 61,8 |
|    | Échangeur de Bruges                       | Autoroute Bruxelles − Gand − Ostende                           | 67,1 |
|    | Fin de l'autoroute, prolongée par la      | Bruges (Zeebruges)                                             | 68,0 |

## Galerie d'images

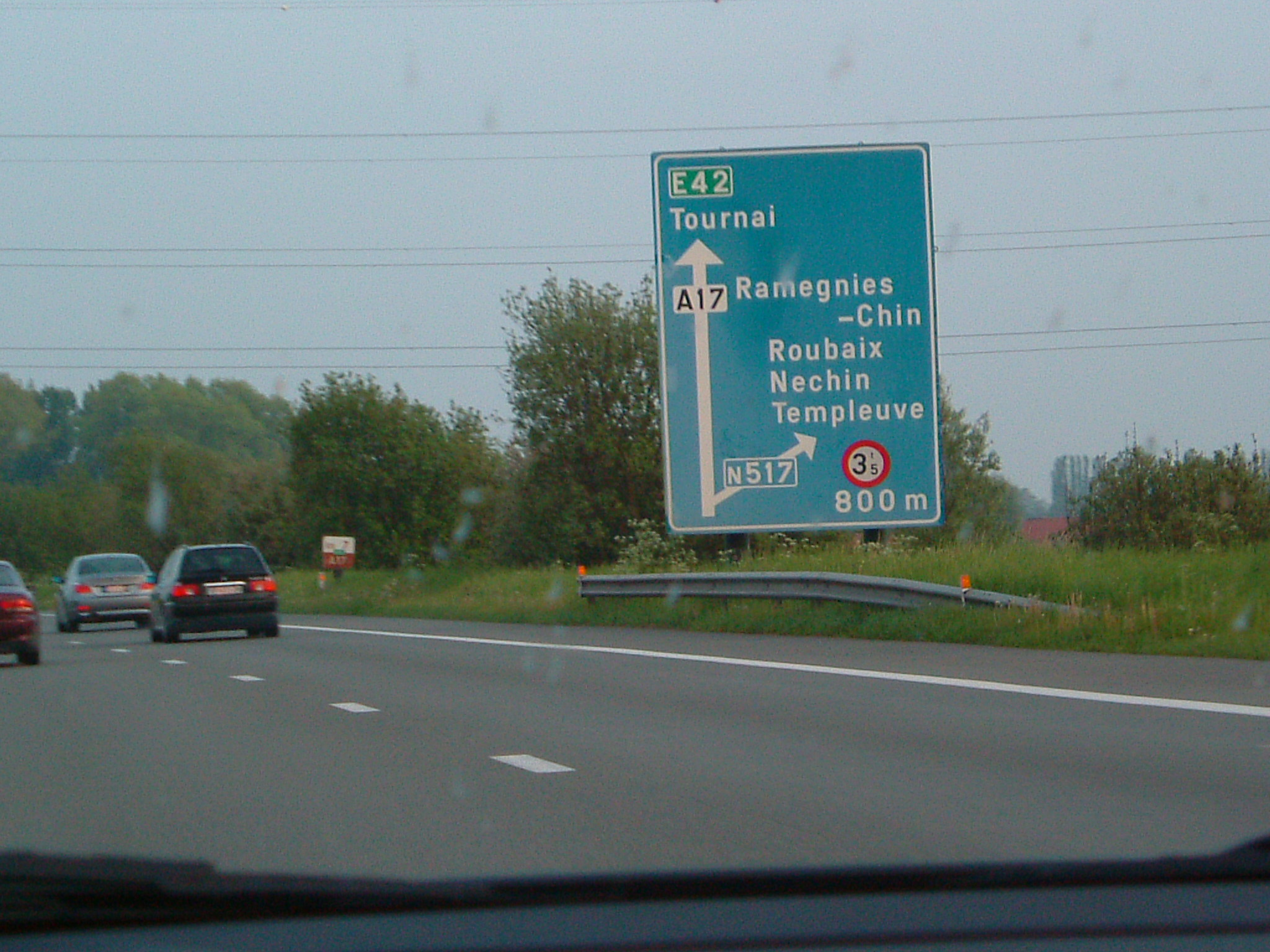
Annonce de la sortie 1 : Templeuve.
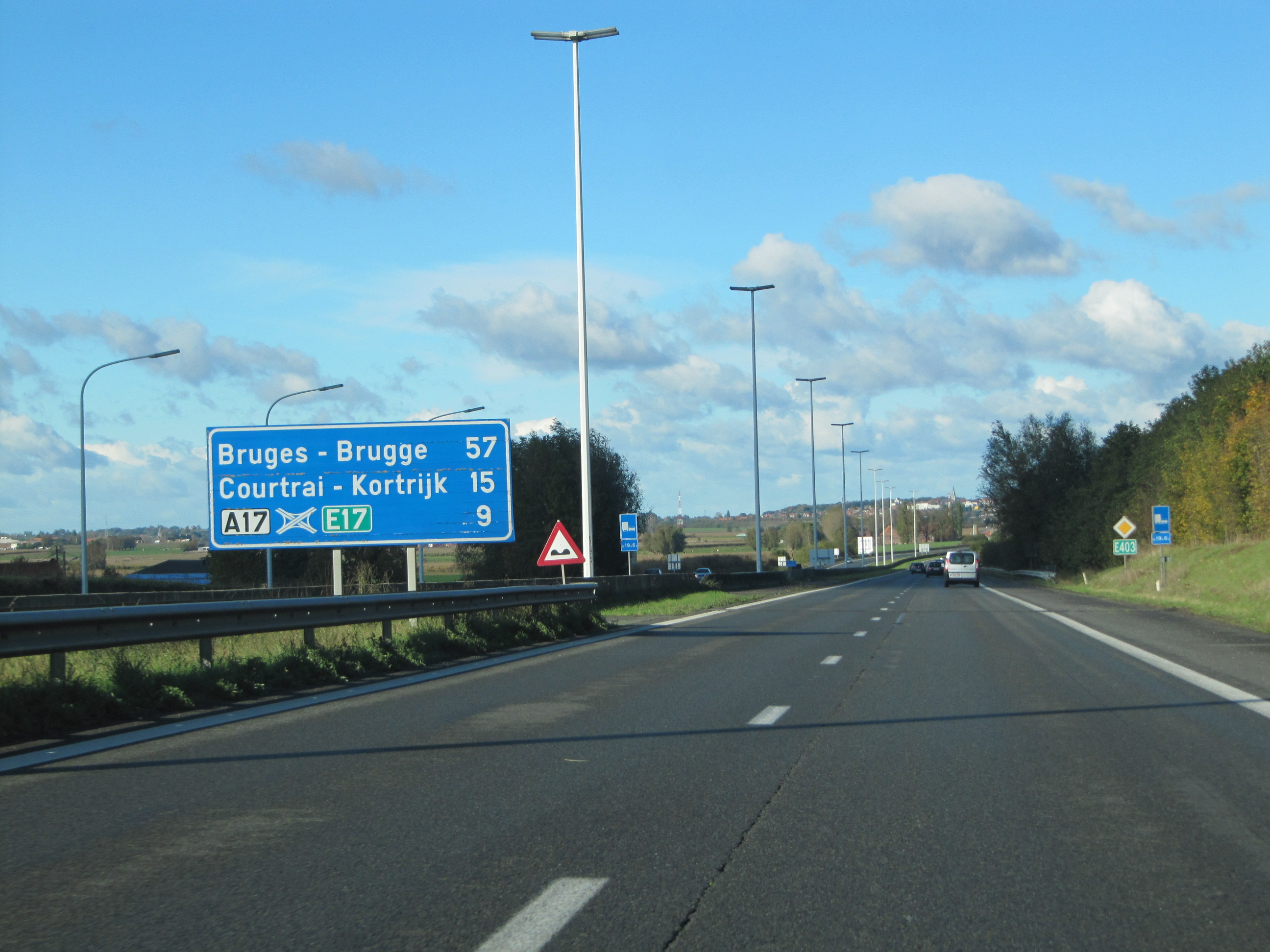
L'autoroute à l'approche de l'échangeur d'Aalbeke.
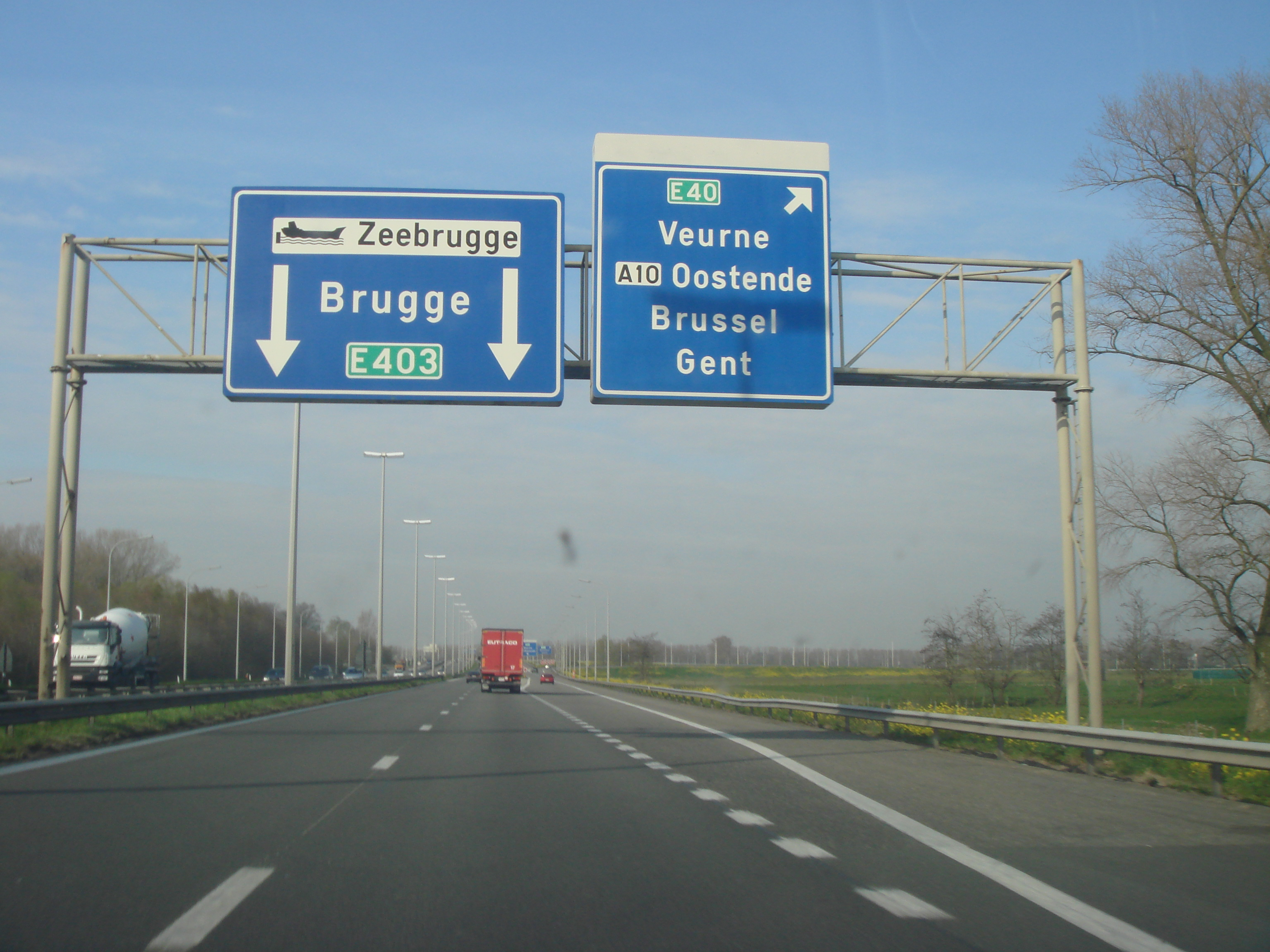
Fin de l'A17 à l'échangeur de Bruges.